# Святой Мало
Макловий, Маклу, Мало́ (валл. Mach Lou, брет. Maloù, лат. Maclovius, Machutus, фр. Malo, Maclou, 487—565) — канонизированный кельтский епископ, один из семи святых основателей Бретани. Его именем назван город Сен-Мало.
Родился в уэльской (валлийской, бриттской, кимрской) семье в районе Каубриджа (Y Bont-faen) в будущем графстве Гламорган (Гвент) в южном Уэльсе. В момент его рождения его матери, по преданию, было 67 лет. Ученик Св. Брендана, с которым вместе совершал паломничества. Пересёк Ла-Манш и поселился на острове напротив того места, где ныне находится город Сен-Мало. Основатель епархии Алет и монастыря, в котором занимался выращиванием винограда. Вынужден был покинуть монастырь из-за преследований и вместе со своими приверженцами обосновался в Аршинжи (Сентонж), ныне департамент Приморская Шаранта, где и окончил свои дни.
В X веке его мощи по согласию Гуго Великого были перенесены в Париж. Почитается одним из семи легендарных основателей Бретани.
День памяти 15 ноября.